# Iorwerth Peate

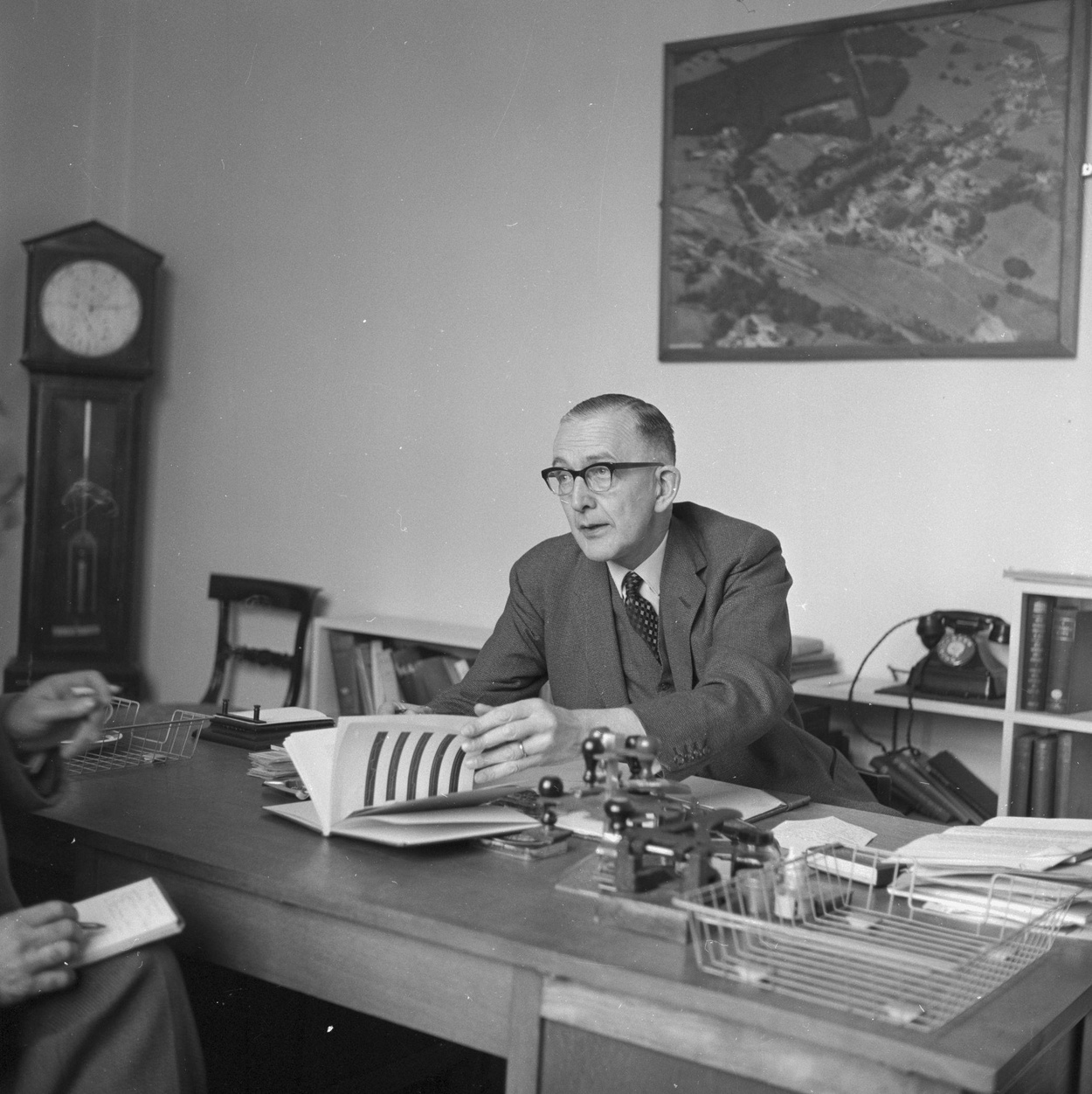
Iorwerth Peate (1962)

Iorwerth Cyfeiliog Peate, bekannt als Iorwerth Peate, teils auch Iorwerth C. Peate, (* 27. Februar 1901 in Glan-llyn, Llanbrynmair, Montgomeryshire, Wales; † 19. Oktober 1982 in St. Nicholas, South Glamorgan, Wales) war ein walisischer Volkskundler, Autor, Akademiker, Dichter und Literaturkritiker. Er war maßgeblich an der Gründung und frühen Entwicklung des Museum of Welsh Life beteiligt und gilt als Pionier der walisischen Volkskunde.

## Leben
Peate wurde als drittes von vier Kindern des Ehepaars George Howard Peate, einem Tischler in zweiter Generation, und Elizabeth Peate, geborene Thomas, in Glan-llyn in Llanbrynmair im Nordwesten des damaligen Montgomeryshire geboren. Familiär gibt es eine Verbindung zum walisischen Sozialreformer und Autoren Samuel Roberts (1800–1885). Er besuchte eine lokale Grundschule und eine Grammar School in Machynlleth, bevor er ab 1918 das University College of Wales, Aberystwyth, besuchte und dort Kolonialgeschichte und Geographie studierte. Dort engagierte er sich in der Studentenzeitung und machte mit Gedichten auf sich aufmerksam, wobei er ein Eisteddfod auf Universitätsebene gewann. 1921 und 1922 erhielt er seine Abschlüsse in beiden Fächern sowie Anthropologie. 1923 veröffentlichte er unter Hilfestellung seines Geographie-Professors Herbert John Fleure das Werk Gyda'r Wawr: Braslun o Hanes Cymru'r Oesoedd Canol (zu deutsch in etwa Mit der Morgendämmerung: Eine Skizze der mittelalterlichen walisischen Geschichte). Mit einer Studie über die Bewohner des Tales des River Dyfi in Westwales erhielt er 1924 seinen Magister Artium. Zwischen 1923 und 1927 arbeitete er als Lehrer am College’s Department of Extramural Studies in Ceredigion und Merionethshire, ehe er seine akademische Karriere in Cardiff fortsetzte.
Im selben Jahr wurde er Mitarbeiter im Archäologiebereich des National Museum of Wales, wo er Sammlungen über das Volk der Waliser katalogisierte. Diese Arbeit beeinflusste zwei weitere Werke, die 1929 und 1931 erschienen; bei dem 1931er-Werk setzte er sich zudem mit den Positionen seines ehemaligen Professors Fleure in Sachen der walisischen Humangeographie auseinander. Zwischenzeitlich, im Jahr 1929, heiratete er Nansi Ann Davies (1900–1986), die er als Student kennengelernt hatte. Mit ihr bekam er 1936 einen Sohn namens Dafydd (1936–1980). Ab 1932 war er im National Museum of Wales für den Unterbereich für Volkskultur zuständig, ehe er ab 1936 den neuen Bereich für Volksleben leitete. Beeinflusst wurde er von internationalen Volkskundlern, darunter der Schwede Carl Wilhelm von Sydow. Neben dem walisischen Volk beschäftigte er sich zunehmend auch mit dem Handwerk und veröffentlichte in den 1930ern und 1940ern zu beiden Themen mehrere Werke. Zusätzlich schrieb er in unterschiedlichen Magazinen regelmäßig Artikel über die Themen. Somit entwickelte sich Peate zu einer Art Pionier auf dem Gebiet der walisischen Volkskunde. Das Handwerk sah Peate als „Rettung“ für das walisische Volk, das in Südwales zu dieser Zeit von einer Rezession geplagt wurde. Er trat dabei als Unterstützer des Brynmawr-Experiments auf. Als Pazifist verweigerte er mit dem Beginn des Zweiten Weltkriegs den Kriegsdienst. Durch interne Streitigkeiten über den Umgang mit dem Krieg verlor er zeitweise seinen Posten im National Museum, wurde aber auf Druck mehrerer Parlamentsmitglieder wiedereingestellt. Ab 1940 begann er zudem eine Serie über regionale Haustypen, welche zwar 1940 mit seinem „bahnbrechenden“ Werk The Welsh House begann, aber von ihm nicht fortgesetzt werden konnte. Immerhin erhielt er für The Welsh House einen Doktortitel. Denn ab 1948 wurde er Verantwortlicher und später Kurator für das neu gegründete Museum of Welsh Life in St Fagans, das er versuchte, zu einem walisischen Skansen auszubauen und dabei sich auf das walisische Handwerk zu konzentrieren. Seine Visionen für das Museum veröffentlichte er 1948 in einem weiteren Werk. Peate war dabei schon in die Gründung des Museums maßgeblich involviert. 1966 wurde er von seinen Kollegen mit der ihm gewidmeten Schrift Studies in Folk Life geehrt. Bis zu seiner Pensionierung 1971 war er als Kurator für das Museum tätig.
1956 begründete er die Fachzeitschrift Gwerin zum Thema Volkskunde, bevor er 1958 Präsident der entsprechenden Sektion bei der British Association for the Advancement of Science wurde. 1961 wurde er Präsident der neu gegründeten  Society of Folk Life Studies, dessen Magazin Folk Life Peates Gwerin ersetzte. Zu dieser Zeit befürwortete Peate den Begriff „Volkskunde“ gegenüber „Ethnologie“. Zudem trat er sein gesamtes Leben als Verfechter einer radikalen Tradition der Betonung von Vernunft und Freiheit aus der Kapelle seines Geburtsortes auf, wobei er mit William John Gruffydd einen Bekannten fand, der große Teile seiner Meinungen zu diesem Thema und anderen Bereichen wie Literatur, Politik und Gesellschaft teilte. Zu diesem Thema wurden von Peate auch mehrere Bände herausgegeben. Zudem betätigte sich Peate als Dichter, wobei er seine Lyrik in insgesamt fünf Sammelbänden herausgab. Stilistisch gesehen war Peates lyrischer Stil Teil eines Stils der walisischen Poesie vom Anfang des 20. Jahrhunderts, weswegen seine Dichtungen als altmodisch kritisiert wurden. Zusätzlich war er selbst als Literaturkritiker aktiv. So wie er in der walisischen Literatur einen Verfall sah und diesen kritisierte, galt dies auch für die gesamte walisische Sprache. Dies hielt ihn nicht davon ab, mehrere Beiträge in einer Fachzeitschrift für die walisische Sprache zu veröffentlichten, medial diesen angeblichen Verfall zu kritisieren und sich als Juror auf dem Eisteddfod zu betätigen. Nach seiner Pensionierung zog Peate nach St. Nicholas in Südwales. 1976 veröffentlichte er mit dem Werk Rhwng Dau Fyd (deutsch: Zwischen zwei Welten) seine Autobiografie, ehe 1982 posthum sein letztes, teils ebenfalls biographisches Werk herausgegeben wurde. In St. Nicholas starb er im Oktober 1982 im Alter von 81 Jahren. Zusammen mit seiner Frau und seinem Sohn ist er auf dem Friedhof der unitaristischen Kapelle auf dem Gelände des Museum of Welsh Life begraben.

## Werke
- Gyda'r Wawr: Braslun o Hanes Cymru'r Oesoedd Canol [zu deutsch: Mit der Morgendämmerung: Eine Skizze der mittelalterlichen walisischen Geschichte] (1923)
- Y Cawg Aur a cherddi eraill [zu deutsch: Der goldene Kuchen und andere Gedichte] (1928)
- The Guide to the Collection of Welsh Bygones [zu deutsch: Der Leitfaden zur Sammlung der walisischen Vergangenheit] (1929)
- Cymru a'i Phobl [zu deutsch: Wales und seine Leute] (1931)
- Y Crefftwr yng Nghymru [zu deutsch: Der Handwerker in Wales] (1931)
- Plu'r Gweunydd [zu deutsch: Baumwollfeder] (1933)
- Guide to the Collection illustrating Welsh Folk Crafts and Industries [zu deutsch: Leitfaden zur Sammlung zur Anschauung des walisischen Volkshandwerks und der -unternehmen] (1935)
- Welsh Society and Eisteddfod Medals and Relics [zu deutsch: Die walisische Gemeinschaft und Medaillen und Relikte des Eisteddfod] (1938)
- Sylfeini [zu deutsch: Stiftungen] (1938)
- The Welsh House [zu deutsch: Das walisische Haus] (1940)
- Diwylliant Gwerin Cymru [zu deutsch: Walisische Volkskultur] (1942, übersetzte Neuauflage als Tradition and Folk Life [dt.: Traditionen und Volksleben] anno 1972)
- Clock and Watch Makers in Wales [zu deutsch: Uhrenmacher in Wales] (1945)
- Y Deyrnas Goll a cherddi eraill [zu deutsch: Das verlorene Königreich und andere Gedichte] (1947)
- Amgueddfeydd Gwerin / Folk Museums [zu deutsch: Volksmuseen] (1948)
- Ym Mhob Pen [zu deutsch: Bei jedem Stift] (1948)
- Cerddi Chwarter Canrif [zu deutsch: Gedichte aus einem Vierteljahrhundert] (1957)
- Syniadau [zu deutsch: Ideen] (1969)
- Rhwng Dau Fyd [zu deutsch: Zwischen zwei Welten] (1976)
- Cerddi Diweddar [zu deutsch: Neueste Gedichte] (1982)
- Personau [zu deutsch: Personen] (1982)

## Ehrungen
- Ehrendoktor der National University of Ireland (unbekannt)
- Ehrendoktor der University of Wales (1970)
- Honourable Society of Cymmrodorion Medal (1978)